# Lloyd Price (album)
| Recensione | Giudizio |
| ---------- | -------- |
| AllMusic   |          |

Lloyd Price è una compilation di Lloyd Price, pubblicata dall'etichetta discografica Specialty Records nel maggio del 1959.

## Tracce

### LP
Lato A
Testi e musiche di Lloyd Price, eccetto dove indicato.
1. Lawdy Miss Clawdy – 2:28 – Registrato il 13 marzo 1952 al Cosimo J&M Recording Studio di New Orleans, Louisiana
2. Tell Me Pretty Baby – 2:14 – Registrato il 26 giugno 1952 al Cosimo J&M Recording Studio di New Orleans, Louisiana
3. Baby, Come Home – 2:28 – Registrato il 29 giugno 1956 al Cosimo J&M Recording Studio di New Orleans, Louisiana
4. Jimmie Lee – 2:12 – Registrato il 26 giugno 1952 al Cosimo J&M Recording Studio di New Orleans, Louisiana
5. I'm Goin' Back – 2:26 – Registrato il 19 aprile 1956 al Master Recorders di Hollywood, California
6. I Wish Your Picture Was You – 2:23 (Lloyd Price, J. B. Brown) – Registrato il 16 aprile 1953 al Cosimo J&M Recording Studio di New Orleans, Louisiana
7. Where You At – 2:02 (Huey Smith) – Registrato il 16 aprile 1953 al Cosimo J&M Recording Studio di New Orleans, Louisiana

Lato B
Testi e musiche di Lloyd Price, eccetto dove indicato.
1. Chee-Koo Baby – 2:09 – Registrato il 13 marzo 1952 al Cosimo J&M Recording Studio di New Orleans, Louisiana
2. Oh, Oh, Oh – 2:35 – Registrato il 13 marzo 1952 al Cosimo J&M Recording Studio di New Orleans, Louisiana
3. Too Late for Tears – 2:23 (Huey Smith) – Registrato il 16 aprile 1953 al Cosimo J&M Recording Studio di New Orleans, Louisiana
4. Country Boy Rock – 2:06 – Registrato il 19 aprile 1956 al Master Recorders di Hollywood, California
5. So Long – 2:28 – Registrato il 26 giugno 1952 al Cosimo J&M Recording Studio di New Orleans, Louisiana
6. Carry Me Home – 2:14 – Registrato il 16 aprile 1953 al Cosimo J&M Recording Studio di New Orleans, Louisiana
7. Mailman Blues – 2:08 – Registrato il 13 marzo 1952 al Cosimo J&M Recording Studio di New Orleans, Louisiana

## Musicisti
Lawdy Miss Clawdy / Chee-Koo Baby / Oh, Oh, Oh / Mailman Blues
- Lloyd Price – voce
- Fats Domino – piano
- Dave Bartholomew – produttore
- Altri musicisti non accreditati

Tell Me Pretty Baby / Jimmie Lee / So Long
- Lloyd Price – voce
- Altri musicisti non accreditati

Baby, Come Home
- Lloyd Price – voce, produttore
- Edgar Blanchard – chitarra
- Edward Frank – piano
- Lee Allen – sassofono tenore
- Red Tyler – sassofono baritono
- Frank Fields – contrabbasso
- Earl Palmer – batteria

I'm Goin' Back / Country Boy Rock
- Lloyd Price – voce
- Lonnie Fowler – chitarra
- John Patton – piano
- Lawrence Farrell – ?
- Prince Bouie – ?
- Jimmie Robinson – ?
- Marvin Warwick – ?
- Art Rupe – produttore

I Wish Your Picture Was You / Where You At / Too Late for Tears / Carry Me Home
- Lloyd Price – voce
- Altri musicisti non accreditati

Note aggiuntive
- John Ewing – design copertina album originale [2]